# BTC City Ljubljana
El BTC City Ljubljana (código UCI: BTC) fue un equipo ciclista femenino esloveno de categoría UCI Women's Team, máxima categoría femenina del ciclismo en ruta a nivel mundial.

## Historia
Fundado en 2014, el equipo se mantuvo hasta el año 2019, cuando el patrocinador principal, BTC Ljubljana, decidió unirse al Alé Cipollini para formar un solo equipo.

## Material ciclista
El equipo utilizaba bicicletas Scott y componentes Garmin.

## Clasificaciones UCI
Las clasificaciones del equipo y de su ciclista más destacado son las siguientes:
| Temporada | Clasificación por equipos | Mejor corredora | Posición |
| 2016      | 13.º                      | Eugenia Bujak   | 25.ª     |
| 2017      | 17.º                      | Eugenia Bujak   | 25.ª     |

## Palmarés
Para años anteriores véase: Palmarés del BTC City Ljubljana.

### Palmarés 2019

#### UCI WorldTour 2019
| Fechas | Carreras | Ganadora |
|        |          |          |

#### Calendario UCI Femenino 2019
| Fechas      | Carreras         | Ganadora           |
| 3 de agosto | Erondegemse Pijl | Monique van de Ree |

#### Campeonatos nacionales
| Fechas      | Carreras                                   | Ganadora      |
| 7 de junio  | Campeonato de Eslovenia Contrarreloj (CRI) | Eugenia Bujak |
| 29 de junio | Campeonato de Croacia Contrarreloj (CRI)   | Mia Radotić   |
| 30 de junio | Campeonato de Eslovenia en Ruta            | Eugenia Bujak |

## Plantillas
Para años anteriores, véase Plantillas del BTC City Ljubljana

### Plantilla 2019
| Integrantes del equipo 2019 | Integrantes del equipo 2019 | Integrantes del equipo 2019  | Integrantes del equipo 2019 |
| Corredor                    | Fecha de nacimiento         | Equipo previo                |                             |
| --------------------------- | --------------------------- | ---------------------------- | --------------------------- |
| Maaike Boogaard             | 24 de agosto de 1998        |                              |                             |
| Urska Bravec                | 14 de diciembre de 1996     |                              |                             |
| Eugenia Bujak               | 25 de junio de 1989         |                              |                             |
| Anastasia Chursina          | 7 de abril de 1995          |                              |                             |
| Anja Longyka                | 21 de junio de 1993         |                              |                             |
| Hanna Nilsson               | 16 de febrero de 1992       | Lensworld-Zannata (2016)     |                             |
| Urša Pintar                 | 3 de octubre de 1985        |                              |                             |
| Rossella Ratto              | 20 de octubre de 1993       | Cylance (2018)               |                             |
| Maja Savic                  | 27 de julio de 1994         |                              |                             |
| Hayley Simmonds             | 22 de julio de 1988         | WNT-Rotor Pro Cycling (2018) |                             |
| Monique van de Ree          | 2 de marzo de 1988          | WaowDeals (2018)             |                             |
| Urška Žigart                | 4 de diciembre de 1996      |                              |                             |
|                             |                             |                              |                             |
| Fuente: ProCyclingStats     |                             |                              |                             |

Nota: Maaike Boogaard